# Kenjiro Hata
Kenjiro Hata (畑 健二郎 Hata Kenjirō?, nacido el 19 de octubre de 1975 en la prefectura de Fukuoka, Japón) es un mangaka japonés. Su obra más conocida es Hayate no Gotoku!. A él le gusta colectar cosas relacionadas con el anime y el manga. Fue unos de los asistentes de Kōji Kumeta.

## Obras
- Hayate no Gotoku!
- God's Rocket Punch!
- Thunder Goddess Sofia
- Heroes of the Sea Lifesavers
- Ad Astra per Aspera (manga)
- Tonikaku Kawaii